# 穆世傑
穆世傑（1477年—？），字文英，陝西西安府涇陽縣人，民籍，明朝政治人物。

## 生平
陝西鄉試第十四名舉人。正德六年（1511年）中式辛未科會試第三百四十五名，登第三甲第八十七名進士。任樂安縣知縣。

## 家族
曾祖穆景春；祖父穆宗宏；父穆良玉，曾任□。母楊氏。